# Andreas Hinkel
Andreas Hinkel est un footballeur international allemand né le 26 mars 1982 à Backnang en Allemagne. Il évoluait au poste de défenseur et était l'adjoint de Domenico Tedesco, le sélectionneur de l'équipe de Belgique jusqu'en janvier 2025.

## Biographie
Il est formé au VfB Stuttgart où il commence à jouer en Bundesliga lors de la saison 2000-2001. Il devient titulaire dès la saison suivante. Il connaît sa première sélection avec l'Allemagne en avril 2003.
Barré par Dani Alves au FC Séville, il s'engage en janvier 2008 avec le Celtic Glasgow.
Il a rejoint le SC Fribourg pour la saison 2011-2012. Le 10 septembre 2012, à la suite de cette saison, étant sans club, il décide d'arrêter sa carrière à l'âge
de 30 ans.

## Carrière
- 2000-2006 :  VfB Stuttgart
- 2006-2007:  FC Séville
- 2007-2011:  Celtic FC
- oct. 2011-2012 :  SC Fribourg[1]

## Palmarès
- International allemand (21 sélections) depuis le 30 avril 2003 : Serbie-et-Monténégro 1 - 0 Allemagne
- Vainqueur de la Coupe Intertoto en 2002 avec le VfB Stuttgart (titre partagé)
- Vainqueur de la Coupe de l'UEFA en 2007 avec le FC Séville
- Vainqueur de la Coupe d'Espagne en 2007 avec le FC Séville
- Champion d'Écosse en 2008 avec le Celtic Glasgow
- Vainqueur de la Coupe de la Ligue écossaise en 2009 avec le Celtic Glasgow

### Personnel
- Membre de l'équipe-type de Scottish Premier League en 2009